# رود جمز
رودخانه جمز (به انگلیسی: Jemez River) یک رود در ایالات متحده آمریکا است که در شهرستان سندووال، نیومکزیکو واقع شده‌است.